# Gustave Moreau
Gustave Moreau (Párizs, 1826. április 6. – Párizs, 1898. április 18.) francia festő és szobrász a szimbolizmus jeles képviselője. Az impresszionizmus idején alkotott és életműve több mint 8000 darabból áll. A modern művészet előfutárának tartják.

## Élete, munkássága
Gustave Moreau apja, Louis Jean Marie Moreau kiváló építész volt, anyja Adele Pauline des Moutiers nagy műveltségű asszony, aki muzsikus családból származott. A szülők idejekorán felismerték fiuk művészi képességeit, és figyelmet fordítottak klasszikus műveltségének megteremtésére, a görög és a latin klasszikusok megismerésére. Gustave François-Édouard Picot-nál, a francia historikus festőnél tanult, és barátja lett Théodore Chassériau, a későbbi romantikus festő. A Gustavnál idősebb ifjú munkái erős hatást gyakoroltak rá. Hosszabb időt töltött Olaszországban, ahol tanulmányozhatta kedves festőinek munkáit, a régi római kori emlékeket, ami elmélyítette érdeklődését az antik világ iránt.
Egyik első ismert festménye az 1852-ben készült, mindössze 23×16 centiméteres Pietà volt, amely ma az angoulême-i székesegyházban található meg. Néhány képét bemutatta az 1853-as Szalonon (Egy kép az Énekek énekéből, Dareiosz halála) és a Nagy Kiállításon (Athéniak és a Minotaurusz, Mózes leveszi szandálját az ígéret földjén).
Moreau sohasem nősült meg. Az 1860-as évek elején megismerkedett Adelaide-Alexandrine Dureux-vel, aki magántanítónő volt, nagypolgári családból származott, és tíz évvel volt fiatalabb nála. Titkos szerelmi viszony alakult ki közöttük, ami közel harminc évig, Alexandrine haláláig tartott. Moreau annyira titkolta kapcsolatát és annyira tartott attól, hogy magánélete a külvilág előtt téma legyen, hogy kortársai nőgyűlölőnek, sőt homoszexuálisnak gondolták, olyan festőnek, aki műterme magányában alkot, és azon kívül nem érdekli semmi.

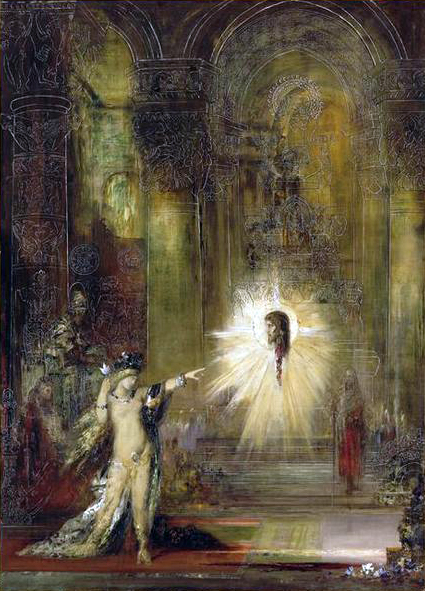
Jelenés, 1875

Ismert szimbolista műve az Oidipusz és a szfinx, amit az 1864. évi Szalonon mutatott be. 1865-ben készült el Orfeusz című művével (a témához még visszatért életében). Feltűnő, hogy Moreau a témáját szinte kizárólag a mitológiából és a Bibliából vette, ami kora festészeti törekvéseivel, a realista ábrázolással ellentétes volt. Moreau fiatal korától kezdve a maga útját járta, távol tartotta magát a divatos áramlatoktól, az impresszionizmus is hidegen hagyta. „Nem adok hitelt annak, amit a szemem lát, amit a kezem tapint, viszont hitelt adok annak, amit a szívemben érzek” – mondta. Különös helyet foglalnak el Moreau életművében a mitológiai nőalakok: gyakran olyan nőket választott festményei témájául, akik erősek, uralkodnak a férfiakon, legalábbis a sorsuk felett. A „femme fatale”, a végzet asszonya témája olyan erősen vonzotta, hogy ezekhez a témákhoz rendre vissza-visszatért. Többször megfestett témája Salomé volt. Ezek a képek olyan hatásosak voltak, hogy a korszak írói is felfedezték a témát, és több irodalmi mű született hatására. A Jelenés című festmény Moreau egyik jellegzetes alkotása. A képen Keresztelő Szent János szelleme fényes sugárözönben megjelenik Salomé előtt, aki bosszúból a szent fejét követelte, mert visszautasította őt. Történetileg az ezt megelőző eseményt ábrázolja a Heródes előtt táncoló Salomé képén: itt követeli Keresztelő János fejét táncáért cserébe Salomé. Messalina című festményén a római császárlány csillapíthatatlan érzéki vágyát akarta szemléltetni, aki egy fiatal matrózt vont bűvkörébe, előrevetítve annak halálát. Feltűnő, hogy az eddigiekben tárgyalt „kemény” nőalakoktól mennyire különbözik az az akvarell, illetve az ez alapján készült olajfestmény, amely Lédát és a hattyút ábrázolja meghitt együttlétükben: Léda arcvonásai a szelíd Alexandrine-t idézik.
A következő évek igen szomorúak voltak Moreau életében: 1884-ben meghalt a művész szeretett édesanyja, és nem sokkal később Alexandrine is megbetegedett. Az odaadó ápolás ellenére 1890-ben ő is meghalt. Csak nehezen vette rá magát a további munkára, de Orpheusz Eurüdiké sírjánál című képe mégis kikívánkozott belőle. Az előzetes vázlaton meg is örökíti kedvese A – D monogramját, a kész festményen pedig a gyászoló Orpheusz vonásaiban a festőre lehet ismerni. Kései remekműve a Jupiter és Szemelé. A kép középpontjában Jupiter (Zeusz) isten áll, előtte a halandó Szemelé, aki azt kéri tőle, hogy isteni valójában jelenjen meg előtte. A dörgés, villámlás közepette megjelenő isteni lény hatását azonban nem tudja elviselni, meghal, elporlad. Moreau ezen a képén sokáig dolgozott, a már szinte kész képhez alul és jobb oldalon új vásznakat illesztett, és alulra megfestette a holtak birodalmát, jobb oldalra pedig virágos, gyümölcsös ágakat. A gyümölcs az újjászületést jelképezte Moreau-nál (Alexandrine-re gondolva), mert szerinte „az élet szakrális formában megújul”. Öt év telt el Alexandrine halála óta, és ez a festmény a veszteség felett érzett fájdalomból született.
Moreau 1891-ben az École des Beaux-Arts tanára lett, és sok fauvista művész tanult nála, például Henri Matisse, Georges Rouault, Jean Puy és Albert Marquet. Oktatási stílusára jellemző volt, hogy növendékei egyéniségének kialakulását nem fojtotta el, segítette saját formanyelvük kialakulását, miközben saját stílusát sem erőltette rájuk. Ily módon – ha akaratlanul is – hozzájárult egy új és fontos művészeti mozgalom kialakulásához.
Utolsó éveiben úgy határozott, hogy a házat, ahol szüleivel élt, ahol ő is lakott és alkotott, meghagyja múzeumnak. Utolsó két évében a házat rendbe hozatta és elrendezte alkotásait. 1898-ban meghalt „az álomgyűjtés szakembere”, ahogy magát nevezte, 72 éves volt. A montmartre-i temetőben nyugszik, ugyanott, ahol Alexandrine.
Életműve több mint 8000 darabból áll: olajképek, vízfestmények, rajzok, amelyek többsége egykori házában, a párizsi Gustave Moreau Nemzeti Múzeumban (Rue de la Rochefoucauld 14.) vannak elhelyezve. A múzeumot 1903-ban nyitották meg a nyilvánosság előtt, ez lett Franciaország első képzőművészeti magángyűjteménye. Az utóbbi években megnyitották az épület addig elzárt lakószobáit is a látogatók előtt. André Breton gyakran látogatta a kiállítást, és Moreau-t a szürrealizmus előfutárának tekintette.

## Válogatás képeiből

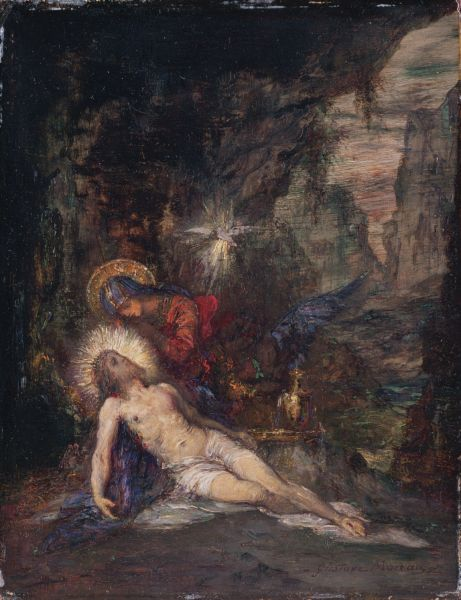
Pietà, 1852.
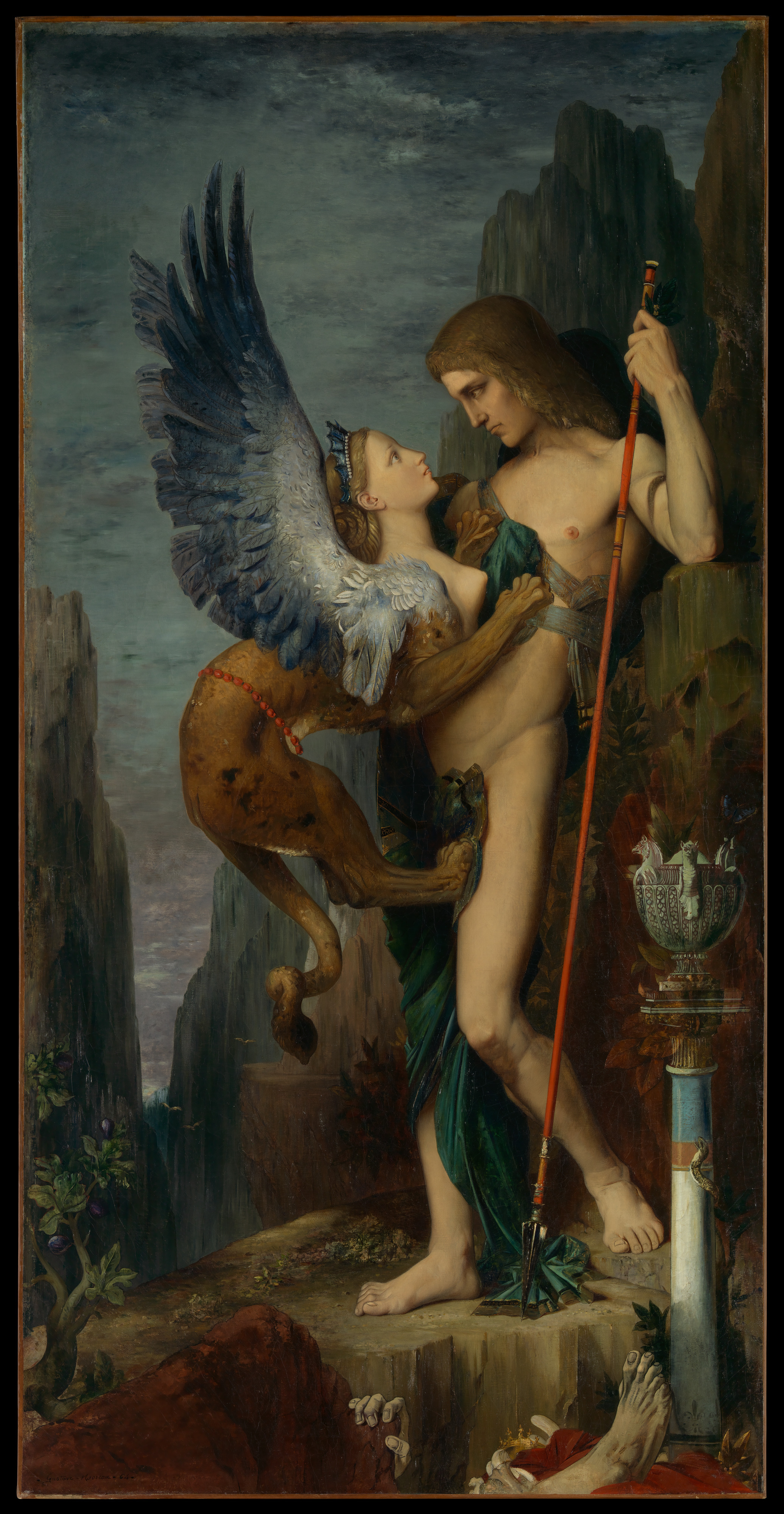
Oidipusz és a szfinx, 1864.
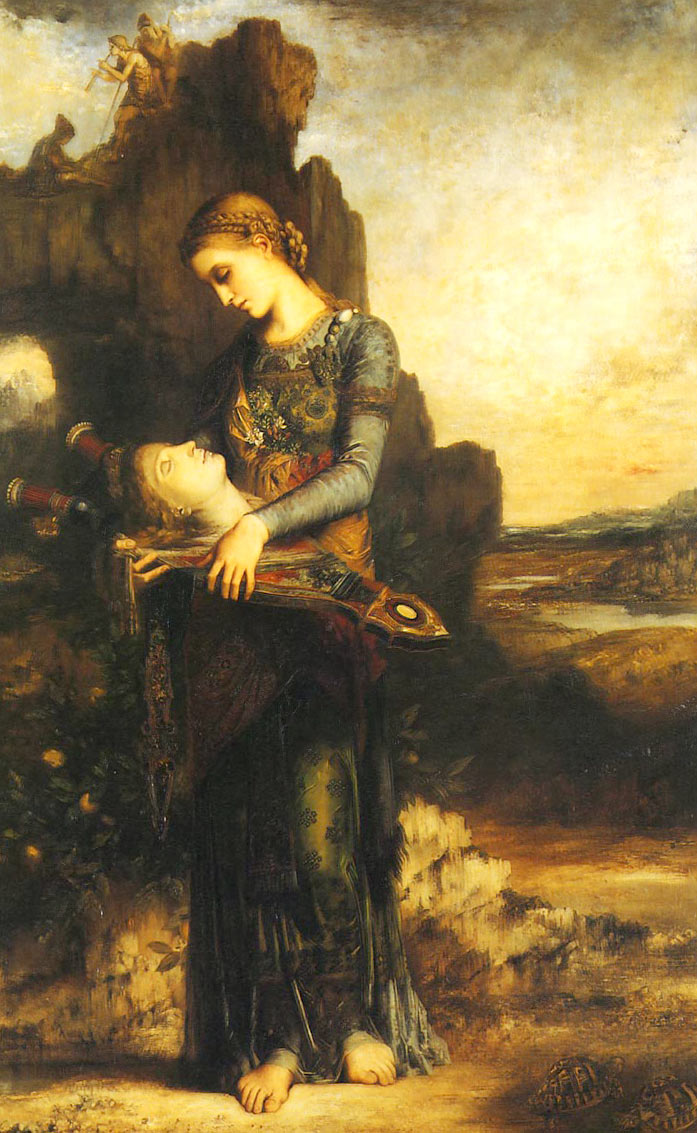
Orpheusz, 1865.
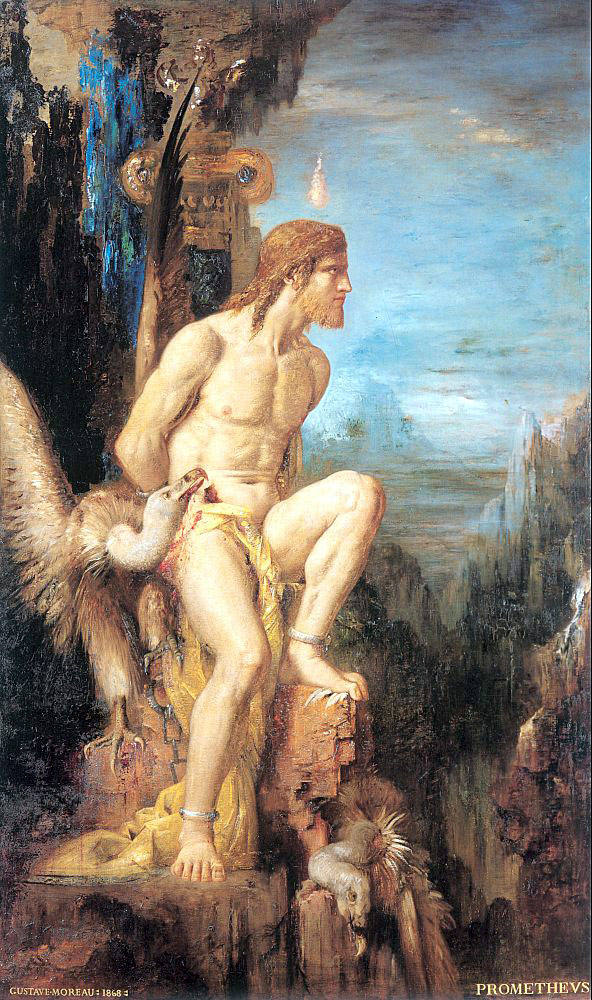
Prométheusz, 1868.
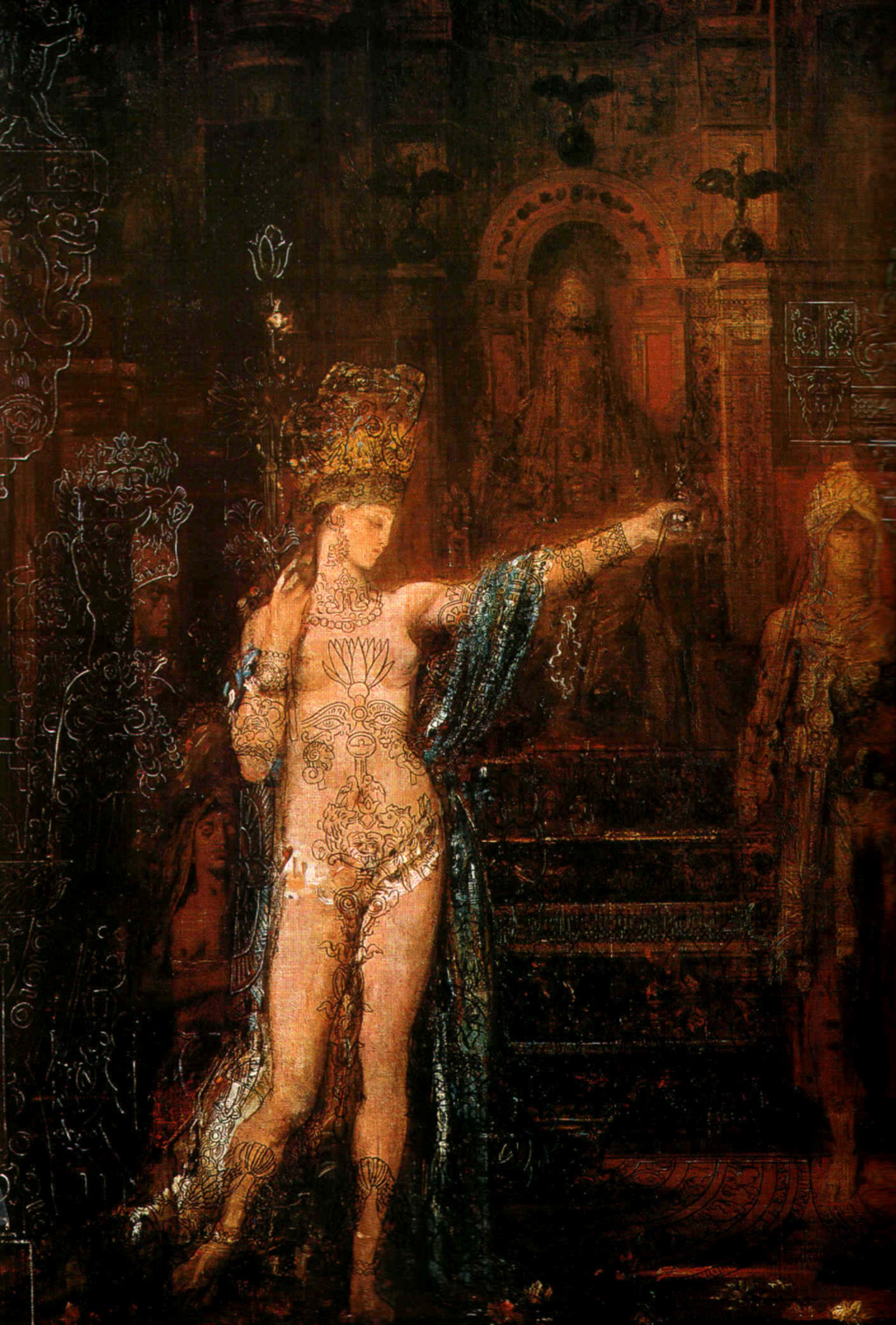
Salomé, 1876.
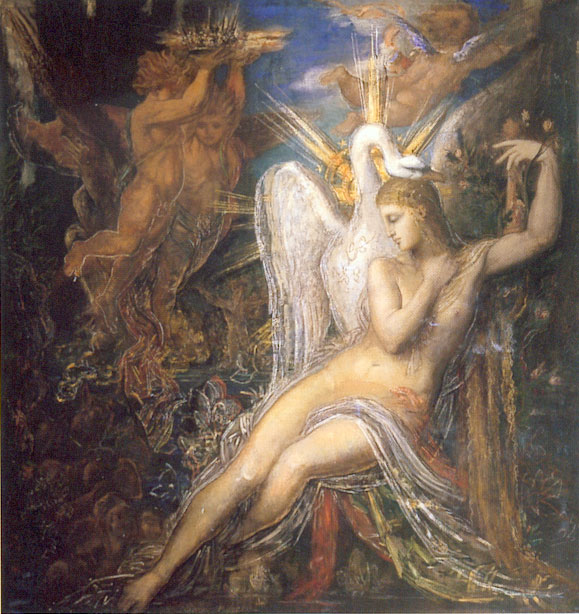
Léda, 1865-1875.
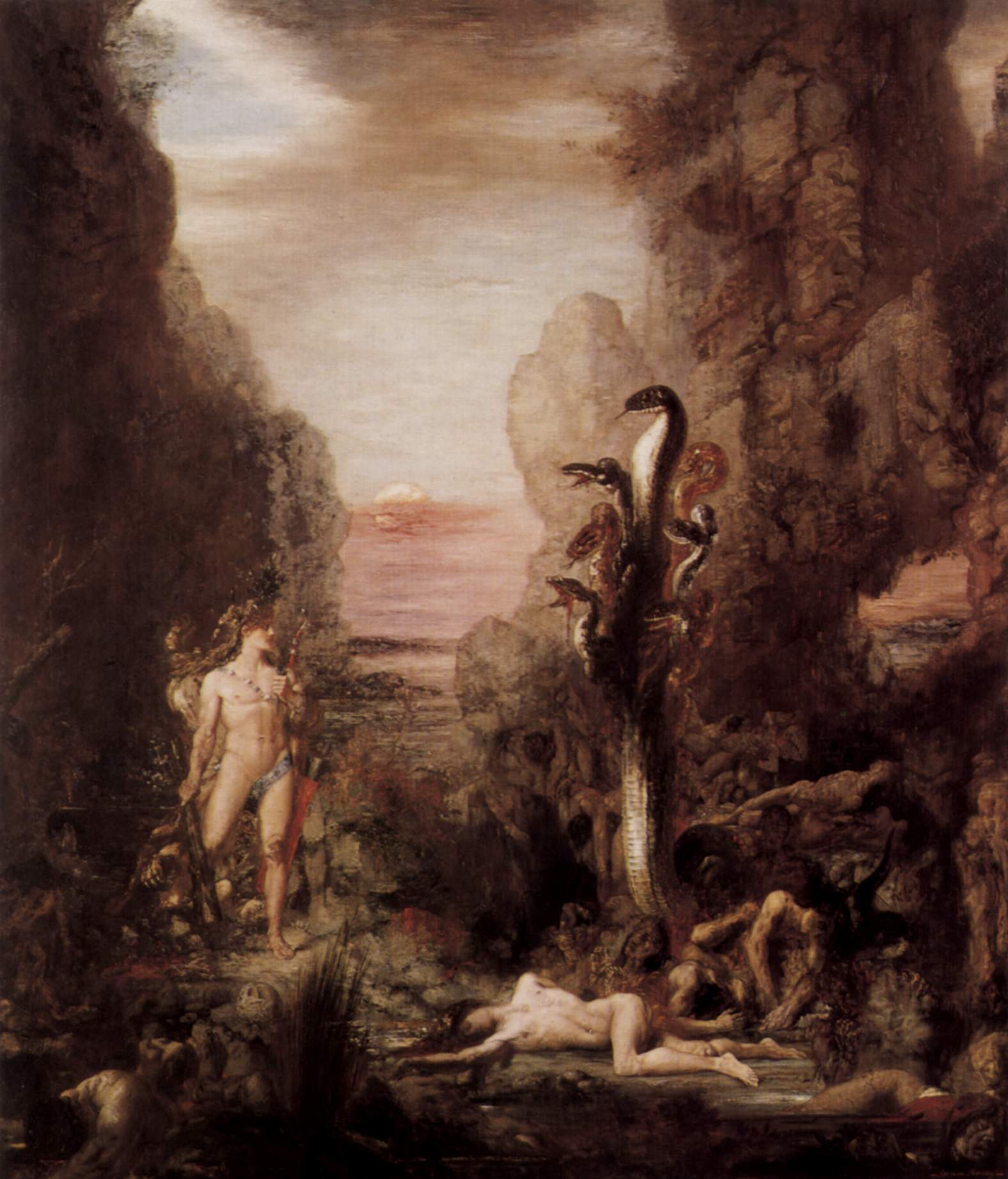
Heraklész és a lernéi hidra, 1876.
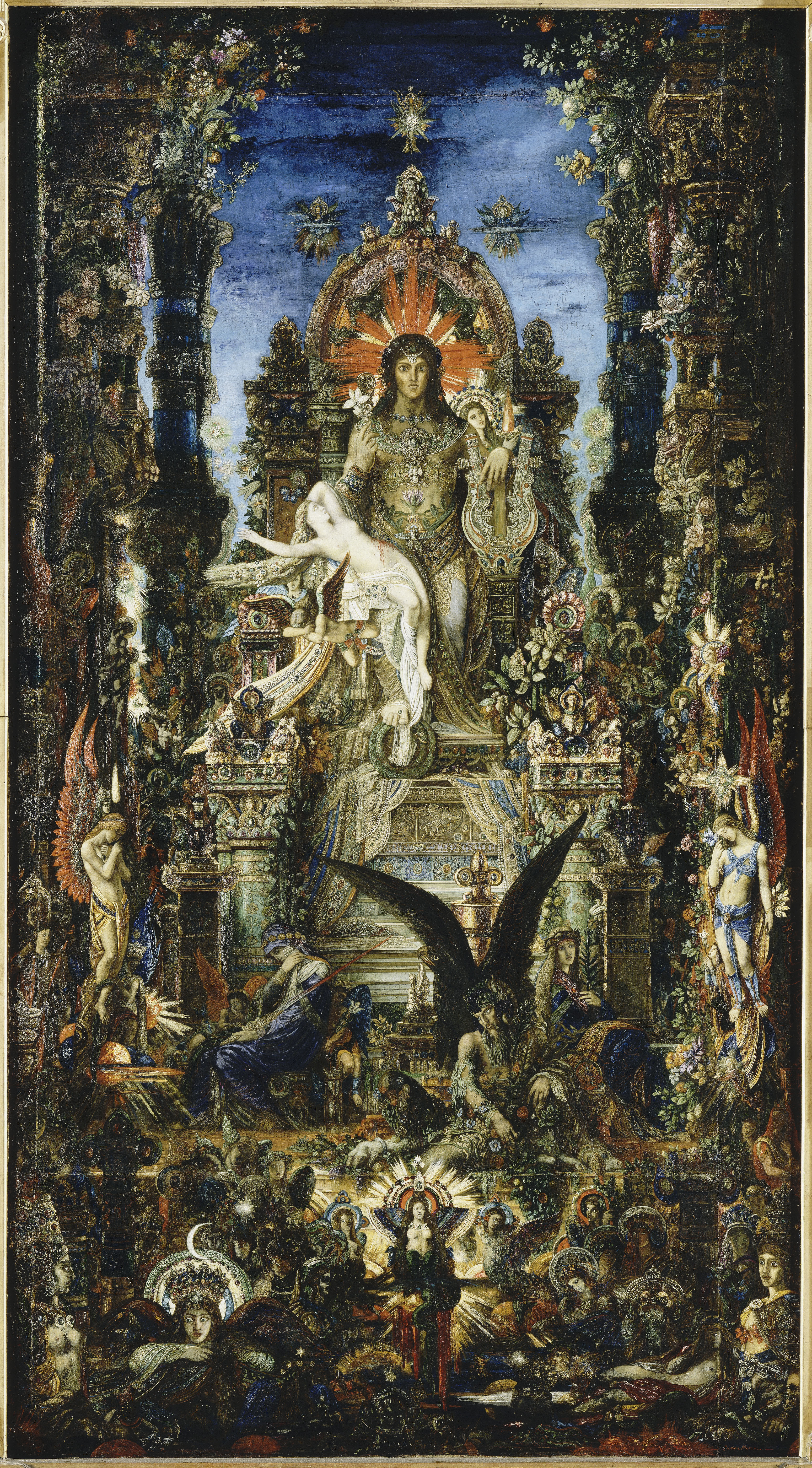
Jupiter és Szemelé, 1894-1895.
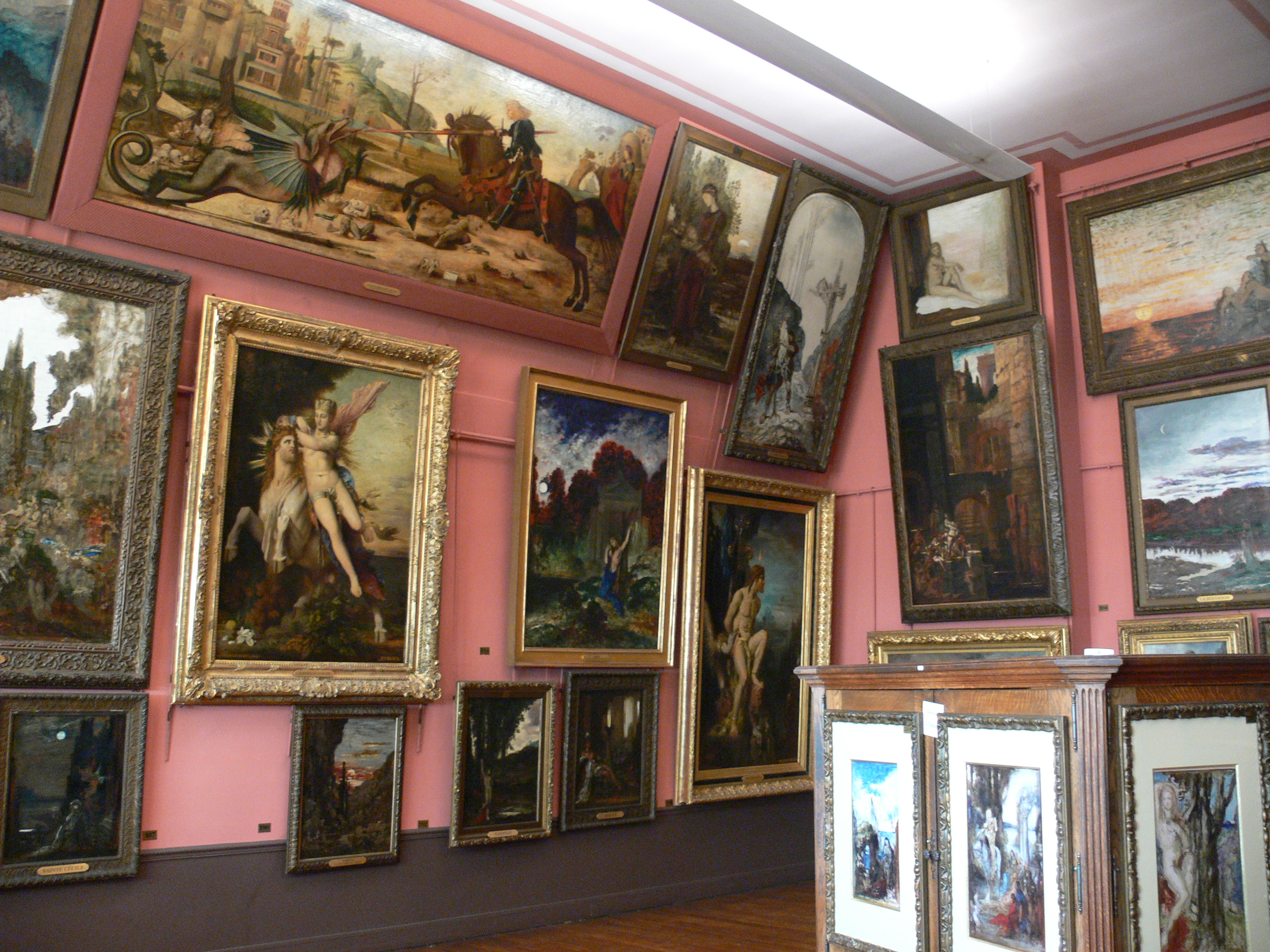
A Gustave Moreau Múzeum
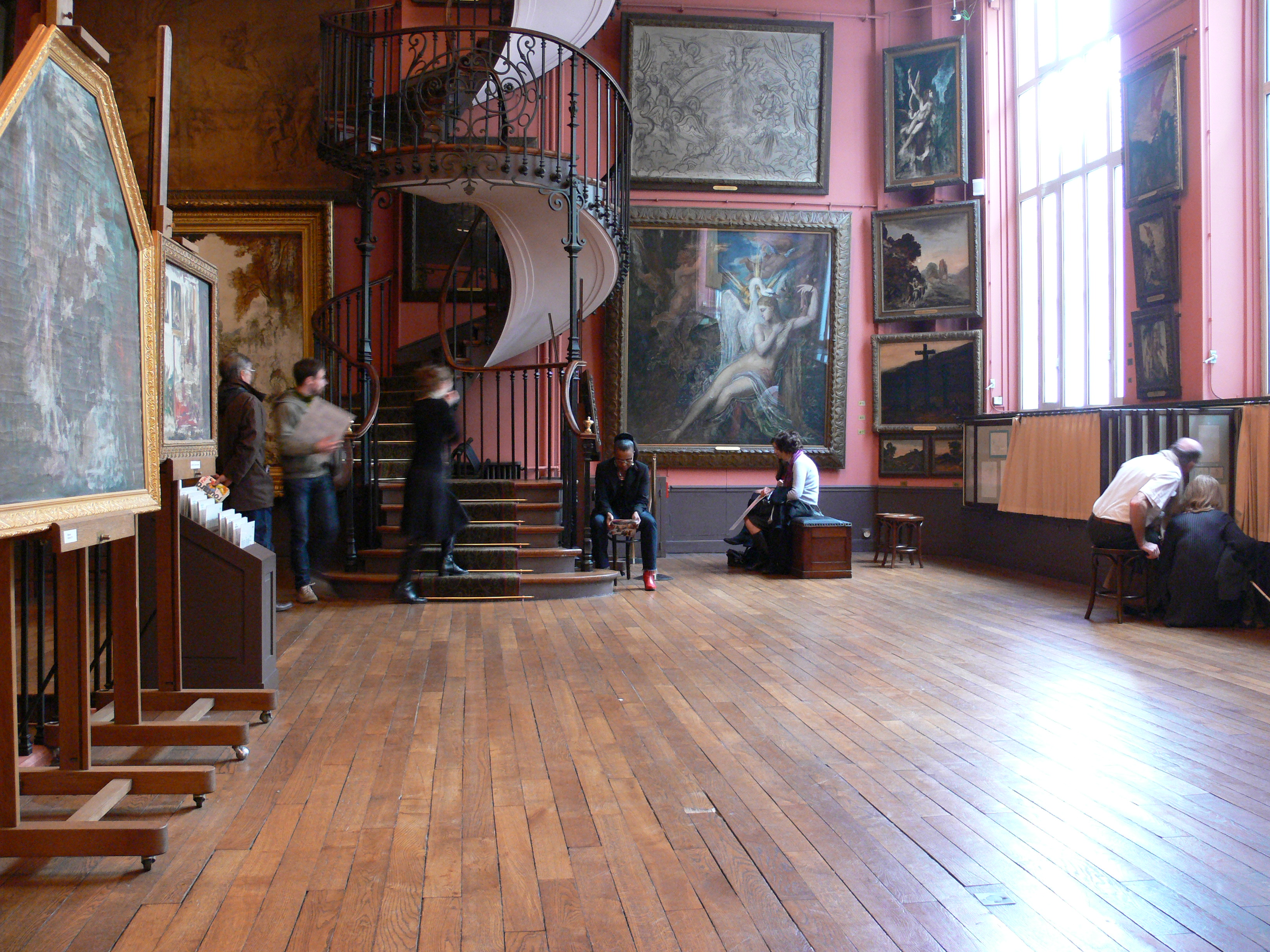
A Gustave Moreau Múzeum
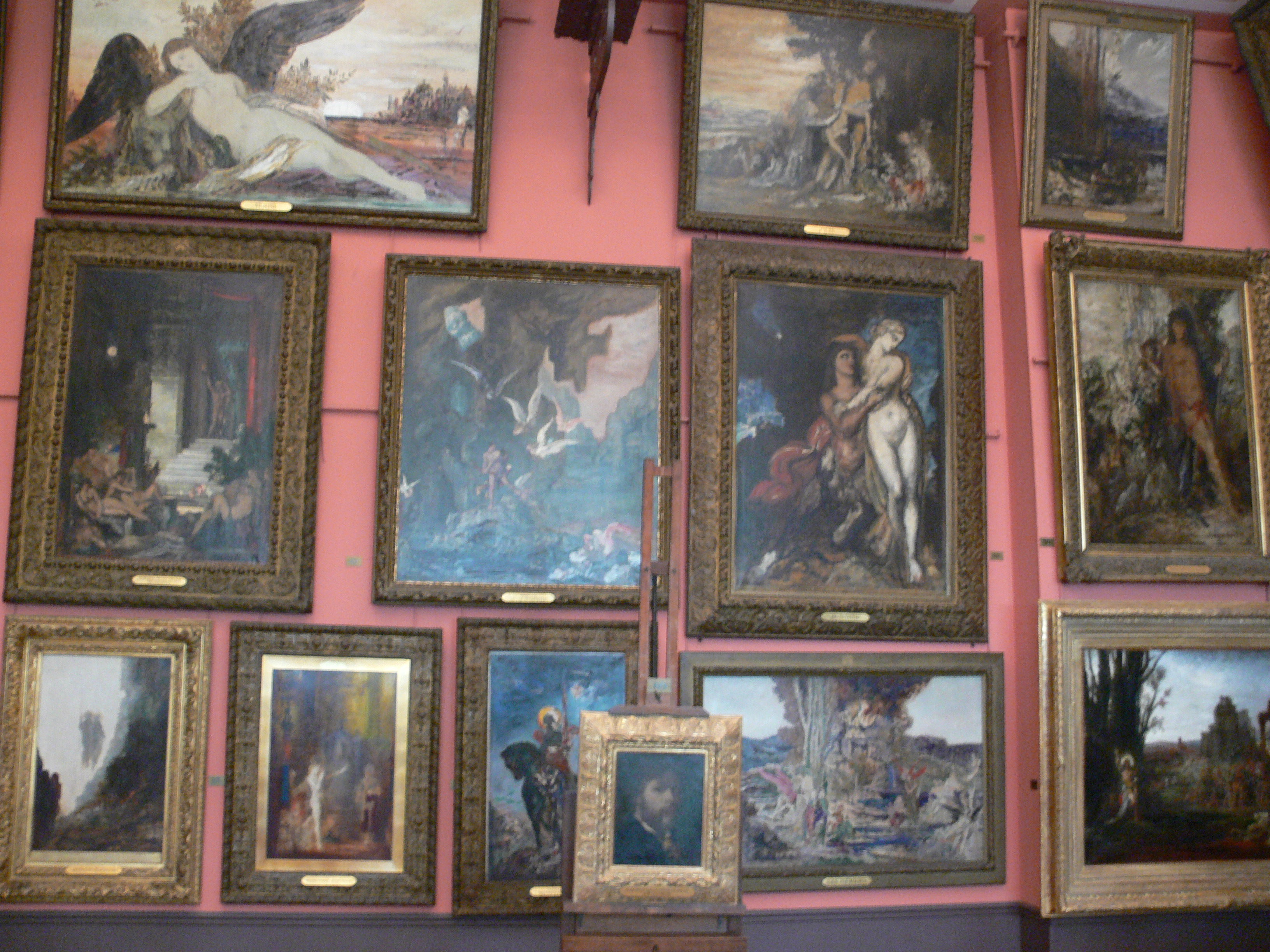
A Gustave Moreau Múzeum
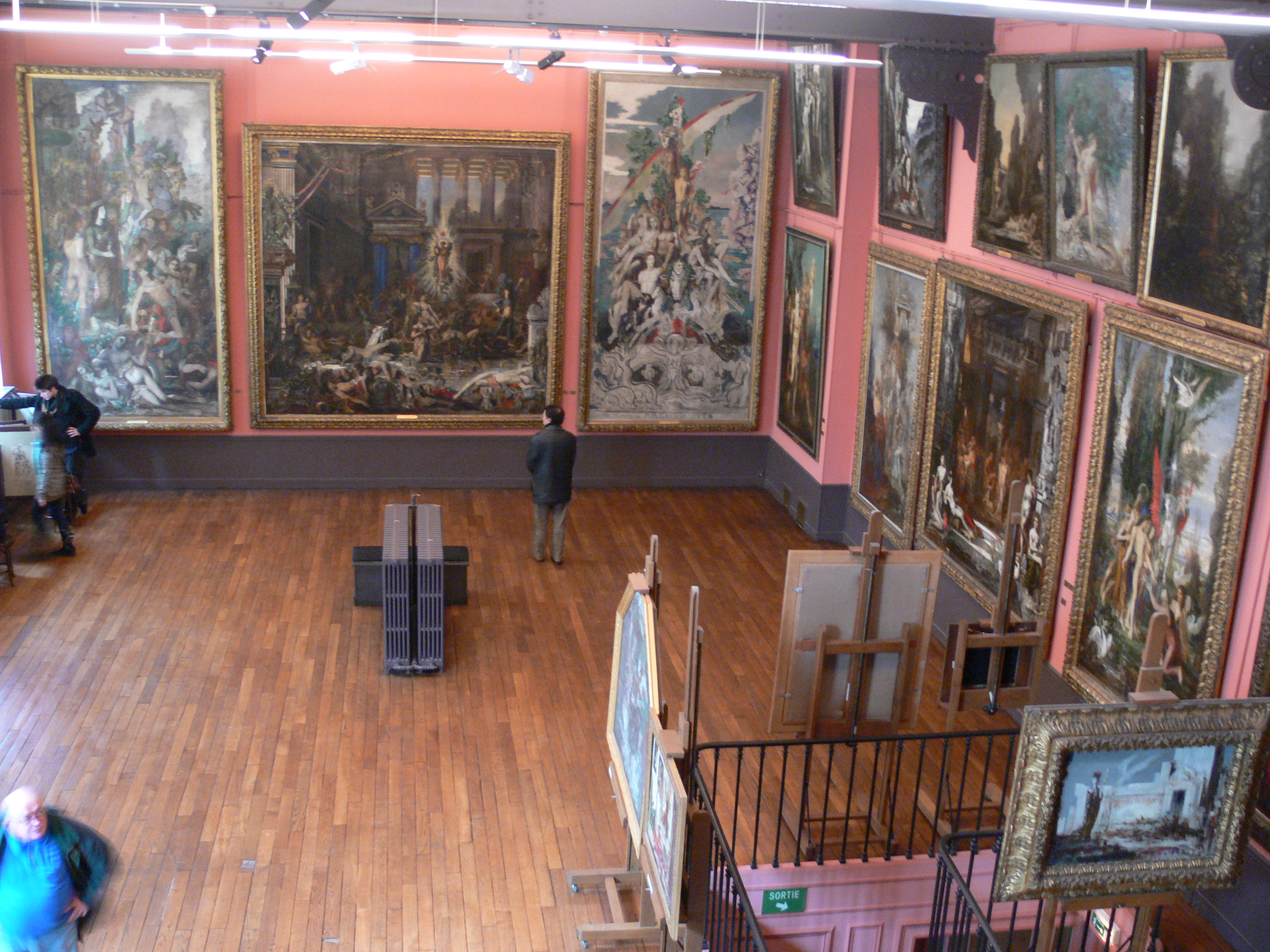
A Gustave Moreau Múzeum